# ForGG
Пак Чису (род. 13 февраля 1990, Чхунчхон), также известный под ником «ForGG» — корейский киберспортсмен по StarCraft: Brood War, Starcraft 2 (терран).

## Карьера
Наивысшим достижением игрока стала победа на турнире Arena MSL 2008, в ходе которого он обыграл сильнейших игроков того времени: «Flash» и «Jaedong». После триумфа 2008 года его карьера пошла на спад, и в 2010 году он закончил выступления, так и не сумев приблизиться к результатам двухлетней давности.
«fOrGG» выступал за корейские команды Hwaseung Oz и KT MagicNs.
29 сентября 2011 года вернулся на про-сцену: теперь это Starcraft 2.

## Достижения
- Arena MSL 2008 — 49650$

| Место | Название                         | Место     | Дата       |
| ----- | -------------------------------- | --------- | ---------- |
| 3     | DH Stockholm 2014                | Стокгольм | 27.9.2014  |
| 3     | WCS 2014 Season 2 Europe         | Lan       | 7.7.2014   |
| 3     | ASUS ROG Winter 2014             | Финляндия | 2.2.2014   |
| 4     | Numericable M-House Cup 3        | Франция   | 22.12.2013 |
| 1     | M-House Cup: Online Qualifier #1 | Online    | 20.11.2012 |
| 2     | MSI Pro Cup WW: Asian Qualifier  | Online    | 11.11.2012 |
| 2     | ESWC 2012                        | Франция   | 3.11.2012  |
| 2     | DreamHack Open: Valencia 2012    | Испания   | 20.9.2012  |